# Trofej Kaleviho Numminena
Trofej Kaleviho Numminena je ocenění ve finské hokejové lize SM-liiga. Je udělována každoročně pro nejlepšího trenéra sezóny. Pojmenována je po bývalém finském hokejistovi a trenérovi Kalevim Numminenovi. 

## Vítězové
| Sezóna                      | Hráč               | Tým                     |
| --------------------------- | ------------------ | ----------------------- |
| 1977/1978                   | Kari Mäkinen       | Porin Ässät             |
| 1978/1979                   | Veli-Pekka Roiha   | Reipas Lahti            |
| 1979/1980                   | Jorma Rikala       | HIFK Hockey             |
| 1980/1981                   | Kari Mäkinen       | Oulun Kärpät            |
| 1981/1982                   | Rauno Korpi        | Tappara Tampere         |
| 1982/1983                   | Reino Ruotsalainen | Jokerit Helsinky        |
| 1983/1984                   | Pentti Matikainen  | Oulun Kärpät            |
| 1984/1985                   | Seppo Hiitelä      | Ilves-Hockey            |
| 1985/1986                   | Rauno Korpi        | Tappara Tampere         |
| 1986/1987                   | Rauno Korpi        | Tappara Tampere         |
| 1987/1988                   | Pentti Matikainen  | HIFK Hockey             |
| 1988/1989                   | Hannu Aravirta     | JYP Jyväskylä           |
| 1989/1990                   | Hannu Jortikka     | TPS Turku               |
| 1990/1991                   | Hannu Jortikka     | TPS Turku               |
| 1991/1992                   | Harri Rindell      | HIFK Hockey             |
| 1992/1993                   | Vladimir Jurzinov  | TPS Turku               |
| 1993/1994                   | Vladimir Jurzinov  | TPS Turku               |
| 1994/1995                   | Vladimir Jurzinov  | TPS Turku               |
| 1995/1996                   | Sakari Pietilä     | Hämeenlinnan Pallokerho |
| 1996/1997                   | Hannu Kapanen      | Hämeenlinnan Pallokerho |
| 1997/1998                   | Erkka Westerlund   | HIFK Hockey             |
| 1998/1999                   | Hannu Jortikka     | TPS Turku               |
| 1999/2000                   | Hannu Jortikka     | TPS Turku               |
| 2000/2001                   | Hannu Jortikka     | TPS Turku               |
| 2001/2002                   | Raimo Summanen     | Jokerit Helsinky        |
| 2002/2003                   | Jukka Rautakorpi   | Tappara Tampere         |
| 2003/2004                   | Kari Heikkilä      | Oulun Kärpät            |
| 2004/2005                   | Kari Jalonen       | Oulun Kärpät            |
| 2005/2006                   | Jukka Jalonen      | Hämeenlinnan Pallokerho |
| 2006/2007                   | Kari Jalonen       | Oulun Kärpät            |
| 2007/2008                   | Petri Matikainen   | Espoo Blues             |
| 2008/2009                   | Hannu Aravirta     | JYP Jyväskylä           |
| 2009/2010                   | Kai Suikkanen      | TPS Turku               |
| 2010/2011                   | Petri Matikainen   | Espoo Blues             |
| 2011/2012                   | Jyrki Aho          | JYP Jyväskylä           |
| 2012/2013                   | Karri Kivi         | Porin Ässät             |
| 2013/2014                   | Pekka Tirkkonen    | SaiPa                   |
| 2014/2015                   | Lauri Marjamäki    | Oulun Kärpät            |
| 2015/2016                   | Jussi Tapola       | Tappara Tampere         |
| 2016/2017                   | Pekka Virta        | KalPa                   |
| 2017/2018                   | Mikko Manner       | Oulun Kärpät            |
| 2018/2019                   | Antti Pennanen     | Hämeenlinnan Pallokerho |
| 2019/2020                   | Jussi Ahokas       | KooKoo                  |
| 2020/2021                   | Pekka Virta        | Lukko Rauma             |
| 2021/2022                   | Olli Jokinen       | Mikkelin Jukurit        |
| 2022/2023                   | Tommi Niemelä      | Pelicans                |
| 2023/2024                   | Rikard Grönborg    | Tappara Tampere         |
| 2024/2025                   |                    |                         |
| Zdroj na eliteprospects.com |                    |                         |